# Jordi Amat
Artikeln följer den spanska namnseden; faderns efternamn är Amat och moderns efternamn Maas.
Jordi Amat Maas, född 21 mars 1992 i Canet de Mar, Barcelona, är en spansk-indonesisk fotbollsspelare (mittback) som spelar för Johor Darul Ta'zim och Indonesiens landslag.

## Karriär

### Espanyol
Som 7-åring började Amat i Espanyols ungdomsakademi.
Han gjorde La Liga-debut för Espanyol den 24 januari 2010 som 17-åring. Detta var i en match mot RCD Mallorca. Säsongen 2010/2011 spelade Amat hela 26 matcher i ligan. Detta var genombrottssäsongen för Amat och Espanyol slutade till sist på en fin 8:e plats i tabellen.

### Rayo Vallecano
Säsongen 2012/2013 var Amat utlånad till huvudstadsklubben Rayo Vallecano. Han gjorde ett mål för klubben. Det kom i en match mot Real Valladolid. Matchen slutade 2–1 till Valladolid och Amat gjorde både mål och självmål. Rayo gjorde dock en riktigt bra säsong och slutade på en 8:e plats.

### Swansea City
Den 27 juni 2013 gick Premier League-laget Swansea City ut med att man hade lyckats värva Jordi Amat. Spanien-inspirerade Swansea med Michael Laudrup som tränare. Amat gjorde sin officiella debut i Swansea mot svenska Malmö FF i Europa League-kvalet. En match som slutade med en walesisk seger, 4–0.
I juli 2017 lånades Amat ut till Betis över säsongen 2017/2018.

### Eupen
Den 1 augusti 2019 lånades Amat ut från Rayo Vallecano till belgiska Eupen på ett låneavtal över säsongen 2019/2020.

## Meriter
Spanien U17
- U17-VM: Tredje plats 2009